# Stuart Fairchild
Stuart Alexander Fairchild (Seattle, Washington, 17 de marzo de 1996), más conocido como Stuart Fairchild, es un jugador profesional estadounidense de béisbol que se desempeña en la posición de jardinero central en Cincinnati Reds, equipo de las Grandes Ligas de Béisbol (MLB).

## Carrera
Fairchild hizo su debut en la MLB con el equipo Arizona Diamondbacks, en el cual jugó una temporada (2021), después pasó a Seattle Mariners (2022), luego a San Francisco Giants (2022), posteriormente a Cincinnati Reds, donde lleva jugando tres temporadas.